# Loweia fusca
Loweia fusca är en fjärilsart som beskrevs av Gillmer 1908. Loweia fusca ingår i släktet Loweia och familjen juvelvingar. Inga underarter finns listade i Catalogue of Life.